# Degmaptera cadioui
Degmaptera cadioui là một loài bướm đêm thuộc họ Sphingidae. Loài này có ở Philippines.